# Jaime Magalhães
Jaime Fernandes Magalhães (* 10. Juli 1962 in Porto) ist ein ehemaliger portugiesischer Fußballspieler.

## Spielerkarriere

### Verein
Im Alter von 14 Jahren trat Magalhães der Jugendabteilung des FC Porto bei. 1980 rückte er in die erste Mannschaft im Seniorenbereich auf. In den folgenden 15 Jahren gewann er mit Porto insgesamt 21 Titel. Höhepunkt war der Gewinn des Europapokals der Landesmeister 1987. Magalhães stand über die gesamte Spielzeit auf dem Feld und trug zum 2:1-Erfolg gegen den FC Bayern München zum ersten Titel seines Klubs in diesem Wettbewerb bei.
Anfang der 1990er Jahre kam er unter Trainer Bobby Robson nur noch selten zum Einsatz. Daraufhin verließ er 1995 den FC Porto und schloss sich dem Leça FC aus der benachbarten Kleinstadt Leça da Palmeira an, dem nach 53 Jahren der Wiederaufstieg in  die Primeira Divisão gelungen war. Mit lediglich vier Einsätzen ohne Torerfolg konnte Magalhães nur einen geringen Beitrag zum Klassenerhalt leisten. Am Ende der Saison 1995/96 beendete er seine Spielerkarriere.

### Nationalmannschaft
In der portugiesischen Nationalmannschaft debütierte Magalhães am 18. November 1981 beim 2:1 im Qualifikationsspiel zur Weltmeisterschaft 1982 gegen Schottland. Für die Europameisterschaft 1984 wurde er nicht berücksichtigt.
Anlässlich der Fußball-Weltmeisterschaft 1986 in Mexiko wurde er in das portugiesische Aufgebot berufen. Er kam in den Vorrundenspielen der Portugiesen gegen Polen und gegen Marokko zum Einsatz. Trotz eines 1:0-Auftaktsieges gegen England, bei dem Magalhães nicht eingesetzt wurde, schied Portugal überraschend als Tabellenletzter nach der Gruppenphase aus.
Zwischen 1981 und 1993 bestritt Magalhães insgesamt 20 Länderspiele für Portugal, in denen er ohne Torerfolg blieb.

## Erfolge
- Portugiesischer Meister: 1985, 1986, 1988, 1990, 1992, 1993, 1995
- Portugiesischer Pokalsieger: 1984, 1988, 1991, 1994
- Supertaça Cândido de Oliveira: 1981, 1983, 1984, 1986, 1990, 1991, 1993
- Europapokal der Landesmeister: 1987
- UEFA Super Cup: 1987
- Weltpokal: 1987